# Vrbčany
Vrbčany település Csehországban, a Kolíni járásban. Vrbčany Chrášťany, Žabonosy, Třebovle, Chotutice, Plaňany és Radim településekkel határos. Lakosainak száma 419 fő (2024. január 1.).

## Népesség
A település lakosságának változását az alábbi diagram mutatja:
| Lakosok száma | 530  | 711  | 774  | 561  | 379  | 311  | 381  | 395  | 409  | 419  |
|               | 1869 | 1890 | 1921 | 1950 | 1980 | 2001 | 2017 | 2019 | 2022 | 2024 |